# Ceratosphys banyulensis
Ceratosphys banyulensis är en mångfotingart som beskrevs av Henri W. Brölemann 1926. Ceratosphys banyulensis ingår i släktet Ceratosphys och familjen Opisthocheiridae. Inga underarter finns listade i Catalogue of Life.